# Донбас

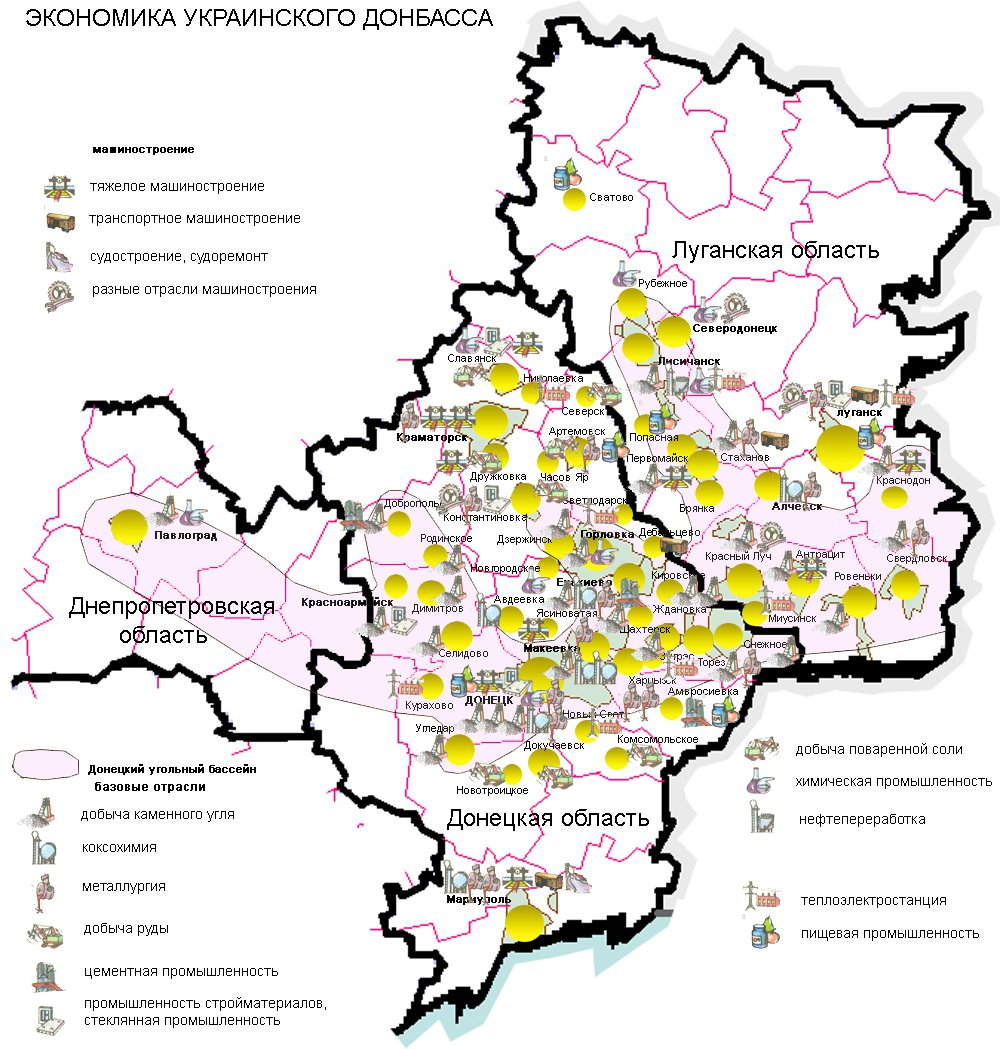
Український Донбас

Донба́с — географічний регіон донецького вугільного басейну України, один із найрозвинутіших промислово-енергетичних комплексів країни зі значними природними ресурсами, потужним виробничим потенціалом. Розташований на сході України й адміністративно охоплює Донецьку та Луганську області. Інколи говорять про Західний Донбас (кілька районів Дніпропетровської та Харківської областей), а також Східний Донбас на території Російської Федерації. Основа економіки Донбасу — кам'яне вугілля з Донецького вугільного басейну, проте сировинну базу для промисловості забезпечують й інші копалини.[⇨] Регіон має найбільші показники урбанізації в Україні. Є складовою частиною історико-географічного краю Донеччина.

## Назва
Назва Донбас є скороченою назвою Донецького вугільного басейну. Та водночас походить від назви історико-географічного краю Донеччина, у межах якого знаходиться Донбас.

## Загальна характеристика
В етно-культурному плані Донбас займає землі від Слобожанщини до Приазов'я, від Запоріжжя до території донських козаків. Після Голодомору росіян системно, на державному рівні масово переселяли в Україну, головним чином на терени Південно-Східної України, зокрема на Донбас.
Тісне переплетення інтересів і економічних ресурсів Донецької та Луганської області зумовили неформальне об'єднання їх у єдиний регіон Донбас. Донбас — головна паливно-енергетична база центрального і південного районів України (Дніпропетровська, Запорізька, Донецька, Луганська області) та Російської Федерації (Ростовська область).
Відкритий в 1720-х роках; промислове освоєння з кінця 19 століття.
У 1869 р. британський підприємець Джон Юз купив землю на березі річки Кальміус і побудував там металургійний завод, котрий став основою для майбутнього міста Юзівка. А в 1883 р. французькі підприємці скупили соляні рудники біля Бахмута, там з’явився солеварний завод. За незалежної України це місто почали називати Соледаром. У 1884 р. була побудована залізниця. З цього часу розвиток промисловості пішов угору. До 1900 р. за кошти іноземних інвесторів тут побудували 20 заводів. Запрацював Донецький содовий завод, потім Дружківський, у Краматорську збудували механічний завод, у Луганську – паровозобудівний, у Маріуполі – гірничо-металургійний. У Костянтинівці з'явилися хімічний, дзеркальний, керамічний, скляний заводи.
Донбас — найбільш заселений та урбанізований регіон країни. Так на Донбасі напередодні Другої світової війни на 1 км² припадало 78 осіб. Кількість міст досягла 54, а поселень міського типу 144. Шість міст мали понад 100 тис. мешканців. Своєрідністю регіону було нерівноважне розташування населення міст. Машинобудівники, металурги, хіміки концентрувалися у великих містах, а переважна частина шахтарів — у робітничих селищах та невеликих містах. Це зумовило й чисельність населення окремих міст. Так у Ворошиловграді нараховувалося 213 тис. осіб, у Кадіївці — 68,4 тис. осіб, у Ворошилівську — 54,8 тис. осіб, у Красному Лучі — 50,8 тис. осіб, у Сталіно — 462,4 тис., у Горлівці — 108,7 тис., у Макіївці — 240,1 тис., у Маріуполі — 222,1 тис. осіб і т. д.
У 1920—1930-ті роки з'явилися нові міста, чисельність яких у зв'язку з індустріальним розвитком стрімко зростала. Так, на Донбасі до 1917 року нараховувалося тільки 4 міста: Бахмут, Слов'янськ, Маріуполь, Юзівка. Опісля голодомору край значною мірою було заселено росіянами. У 1939 році чисельність населення Донбасу становила 4941 тис. осіб, міське населення досягло 2421 тис. осіб й становило 75,3 % від усього населення[джерело?]. Кількість міст зросла до 54, міських поселень — до 144. З великих міст регіону вирізнялися Сталіно і Луганськ, у яких у роки індустріалізації динамічно розвивалися промисловість. Напередодні війни у Сталіно нараховувалося 223 підприємства союзного і республіканського підпорядкування, 54 — місцевої і кооперативної промисловості. У Сталіно напередодні Другої світової війни діяла 21 лікарня, а також шахтні і заводські лікарні і амбулаторії. 70 тис. учнів навчалися в 113 школах. Діяло 133 дитячих садка. Вищу освіту можна було отримати в індустріальному, медичному, педагогічному, учительському інститутах. Своє дозвілля містяни могли проводити у 7 палацах культури, 62 клубах, 3 кінотеатрах, театрі опери та балету, Домі народної творчості.

Українці в Україні за переписом 2001 року.

Разом зі зростанням чисельності міського населення у XX столітті змінювався й етнічний склад населення міст і регіону загалом. На початку 1920-х років українці становили тут абсолютну більшість — 64 % від всього населення, а росіяни — 26 % від загальної чисельності населення. Протягом 1920 — 1930-х років відбувалося швидке зростання російського населення, переважно за рахунок механічного приросту, оскільки Донбас був на той час одним із найпривабливіших регіонів міграцій сільського населення в СРСР. За тринадцять років між переписами 1926 та 1939 років кількість росіян збільшилася в регіоні на 105 %, тоді як українців — лише на 60 %. Відповідно змінилося й співвідношення росіян та українців в етнічному складі населення регіону. Так, у 1939 році питома вага росіян дорівнювала вже 32 %, тоді як частка українців зменшилася й становила 61 % від загальної чисельності населення регіону.
Особливо відчутними були зміни у містах. Протягом шістнадцяти років, що минули між переписами 1923 та 1939 років, змінилося й співвідношення росіян та українців у містах та поселеннях міського типу Донбасу. Якщо в 1923 році росіяни становили в них абсолютну більшість — 53 % населення, то в 1926 ця більшість була вже відносною — 48 %, а в 1939 частка росіян у містах зменшилася до 37 %, а абсолютну більшість утворили українці, питома вага яких досягла на той час 56 % від загалу. Зміни в етнічній структурі міського населення Донбасу значною мірою були викликані непопулярною та жорстокою політикою радянської влади на селі, яка спричинила масовий відхід українських селян у міста. Протягом 1939—1940 років з території Західної України, Північної Буковини і Бессарабії у вугільну промисловість України прибуло близько 35 тисяч осіб.
За свідченням редактора журналу «Літературний Донбас» Василя Гайворонського (Гайдарівського): 
| | На кінець 1933-го чи початок 1934 року в нас у Донбасі мав відбутися з’їзд письменників. Але ні мені, ні Баглюкові, ні комусь іншому з українських письменників бути на ньому не довелось. Кружляли чутки, що Москва проєктує формальне приєднання Донбасу до Росії, а тому можна сподіватись репресій проти всього, що українське. І цей сподіваний наступ почався з того, що одного дня Державне політичне управління закрило полотнищами машини, на яких друкувався «Літературний Донбас», присвячений з’їздові, поставило біля машин озброєну охорону, а вже вночі почались арешти. Арештовано лише кілька душ, у тому числі Баглюка й мене. А решту письменників узяли під догляд. Звичайно, хто мав можливість, то повтікали. І в такий спосіб, позбувшися українців, купка росіян-письменників захопила журнал у свої руки, зрусифікувала його, назвавши вже по-російському «Литературный Донбасс», і видають вони його до цього часу. |
| — https://www.village.com.ua/village/knowledge/podcast/345207-ukrainian-history-street-2023-s02e04 | |

### Східний Донбас
В складі Російської Федерації знаходиться Східний Донбас, який деякий період своєї історії знаходився у складі Української РСР.
Зараз Східний Донбас належить до Ростовської області Росії. Найбільшими містами цього краю є Шахти, Новошахтинськ, Кам'янськ-Шахтинський, Гуково і Донецьк (тезко українського Донецька, у якому мешкає 50 тисяч осіб). Навіть самі назви міст російського Донбасу вказують на те, що тут також, як і на Донбасі українському, займаються переважно видобутком вугілля. Цілком, увесь Донбас (і українська і російська його частини), розподіляється на 30 вугленосних районів. З них 11 районів відносяться до російського Східного Донбасу.
До Східного Донбасу належать: Міуський, Шахтинсько-Несвітаївський, Задонський, Сулино-Садківський, Гукове-Звірівський, Червонодонецький, Кам'янсько-Гундорівський, Білокалитвенський, Тадинський, Міллеровський, Цимлянський райони, та ще шматок Амвросіївського вугленосного району, більша частина якого знаходиться у складі України.
Спалах економічного життя у цьому краї, як і на всьому Донбасі, припадає на кінець ХІХ століття, коли швидкими темпами, за допомогою іноземних спеціалістів, починає розвиватися вугільна промисловість у Російській імперії. Лише за кілька десятиліть напівпорожні до того землі розбудовуються шахтами та шахтарськими селищами, залізницями та вугільними підприємствами. На берегах Сіверського Дінця та по його притоках Великій Кам'янці, Кундрючій, Калитві, Бистрій, Лихій і річці Грушівці, що впадає у Дін, неподалік від старих поселень Гундорівська, Кам'янська, Усть-Білокалитвенська, Олександрівськ-Грушівський і Сулинівський виникають нові селища при копальнях та заводах — Богураївська Копальня, Свинарівська Копальня, Сулинський Завод, а також залізничні станції — Тацинська, Грачі, Біла Калитва, Коксова, Богураєве, Ріпна, Лиха, Замчалове, Гукове, Звіреве, Черевкове, Сулин, Гірна, Власівка, Шахтна. Тут, на площах поширення кам'яного вугілля та антрациту будуються кам'яновугільні копальні та окремі шахти і металургійні заводи.
23 березня 1920 року Рада Народних Комісарів Росії ухвалила рішення про об'єднання всього Донбасу в складі Донецької губернії України з центром у Луганську. Східний Донбас увійшов до складу Шахтинського повіту цієї губернії (центр повіту — Олександрівськ-Грушівський), який згідно з новою адміністративною реформою 1923 року став Шахтинською округою з центром у місті Шахти (так було перейменовано Олександрівськ-Грушівський 1921 року).
2 червня 1924 року більшу частину Шахтинської округи, як і Таганрізької, було приєднано до Південно-Східної області РРФСР із центром у Ростові, яка у жовтні того ж року була перетворена в Північно-Кавказький край.
Для того, аби зменшити відсоткову кількість українців в адміністративній одиниці, осінню 1925 року до Шахтинської округи приєднали більшу частину Морозівської округи, де переважну більшість складали етнічні росіяни, та перейменували округ у Шахтинсько-Донецький. В результаті, згідно з переписом 1926 року, українців в окрузі виявилося тільки 13,1 %, менше, ніж у сусідньому Донецькому округу, з центром у Міллерові, де українці переважали (55,1 %).
Після низки нових адміністративних перетворень, Східний Донбас опинився у складі Ростовської області Росії. За часів Хрущова, 1954 року, на недовгий період, шахтарські райони Росії стали основою новоутвореної Кам'янської області, з центром спочатку у Кам'янську-Шахтинському, а потім у Шахтах, але 1957 року ці землі знову повернуто під керування Ростова, і таким чином утворення третьої донбаської області (поруч із Донецькою та Луганською областями України) так і не відбулося.
Зараз Східний Донбас депресивний район Росії. Вугільна промисловість краю зазнала великого занепаду.

## Географія
Донбас розташований на сході України й адміністративно охоплює частини Донецької, Луганської та Дніпропетровської областей, що лежать у межах Донецького вугільного басейну. Інколи до Донбасу також відносять західні міста Ростовської області РФ (зокрема, такі міста як Таганріг чи Шахти).
Утім, через неможливість чітко визначити межі Донбасу, до його складу часто відносять усі терени Донецької та Луганської областей. Таким чином, його площа складає близько 53,2 тис. км² — тобто, 8,8 % площі України.
Попри те, що Павлоградський район знаходиться у межах Дніпропетровської області, він теж належить до Донбасу.

## Корисні копалини
Донбас вирізняється значними запасами та розмаїттям корисних копалин, а саме:
- кам'яне вугілля з Донецького вугільного басейну
- кам'яна сіль з Артемівського родовища
- калійна сіль з Дніпровсько-Донецького калієносного району
- вогнетривкі глини з Часовоярського родовища

Основа економіки Донбасу — кам'яне вугілля, яке видобувають у копальнях, глибина яких, зазвичай, становить від 50 до 200 метрів, однак трапляються і глибші копальні (до 1 км).

## Воєнне вторгнення Росії до України
З 2014 року деякі терени України (зокрема, окремі райони Донецької та Луганської областей, що складають умовне ядро Донбасу) перебувають під тимчасовою окупацією Росією (див. російська окупація Донецької області та російська окупація Луганської області). У 2022 році Росія розпочала відкрите вторгнення, однією з цілей якого було захоплення Донецької та Луганської областей.

## Донбас у мистецтві
До теми Донбасу досить часто зверталися й у радянські часи, наприклад, перший радянський звуковий документальний фільм «Ентузіазм: Симфонія Донбасу» режисера Дзиґи Вертова. В літературі Донбас зображався у творах Володимира Сосюри, Григора Тютюнника та ін.
Останнім часом технологічні краєвиди Донбасу та побут його мешканців знайшли відображення у творчості відомого фотохудожника Олександра Чекменьова.
Теми Донбасу торкається у своїх творах Сергій Жадан, зокрема, у вірші «Гриби Донбасу». З сучасних українських поетів цю тему зачіпає також Любов Якимчук.

## Відомі люди
Див. додатково: Постаті. Нариси про видатних людей Донбасу. — Донецьк: Східний видавничий дім, 2011. — 216 с.
- Сосюра Володимир Миколайович (25 грудня 1897 (6 січня 1898)(18980106), Дебальцеве, Російська імперія — 8 січня 1965, Київ, УРСР, СРСР) — український письменник, поет-лірик, автор понад 40 збірок поезій, широких епічних віршованих полотен (поем), роману «Третя Рота», козак Армії УНР.
- Чернявський Микола Федерович  (22 грудня 1867 (3 січня 1868) — † 19 січня 1938), поет, педагог і земський діяч родом Торської Олексіївки (тепер — Октябрське, Добропільський район, Донецька область), Бахмутський повіт Катеринославської губернії, син священика.
- Петренко Михайло Миколайович (*1817, ймовірно у Слов'янську, Ізюмського повіту — † 25 грудня 1862, Лебедин) — поет Харківської школи романтиків, автор віршів «Дивлюсь я на небо, та й думку гадаю…», «Взяв би я бандуру…», «Ходить хвиля по Осколу…», котрі стали народними піснями.
- Біляїв Володимир Іванович (25 червня 1925, селище Шахти № 12 Грузько-Ломівської сільради, Макіївського району Донецької області, нині Моспине у складі Донецька — 12 лютого 2006, м. Норт Палм, шт. Флорида, США) — український письменник і журналіст, громадсько-політичний та культурний діяч, член-кор. УВАН в США (1984). Член Національної спілки письменників України 1995. Спікер Національної Ради Державного Центру УНР (1980—1984 рр.), керівник української редакції радіостанції «Голос Америки» (до 1998 р.).
- Руденко Микола Данилович (*19 грудня 1920, Юр'ївка — †1 квітня 2004, Київ) — український письменник, філософ, громадський діяч, засновник Української Гельсінської Групи. Герой України.
- Світличний Іван Олексійович (* 20 вересня 1929, с. Половинкине, Старобільський район, Луганська область — † 25 жовтня 1992, Київ) — літературознавець, мовознавець, літературний критик, поет, перекладач, діяч українського руху опору 1960—1970-х років, репресований. Лауреат Державної премії України імені Т. Г. Шевченка.
- Шаповал Микола Юхимович (* 1886, Сріблянка — † 1948, Сошо, Франція) — військовий, громадський і політичний діяч, генерал-хорунжий. Брат Микити Шаповала і Артема Шаповала, чоловік Антоніни Шаповал.
- Тихий Олексій Іванович (* 27 січня 1927, хутір Їжівка, біля м. Дружківки, Донецької області — † 5 травня 1984, тюремна лікарня м. Пермі) — український дисидент, патріот і правозахисник, педагог, мовознавець, член-засновник Української гельсінської групи. Виступав на захист української мови. Помер в ув'язненні.
- Голобородько Василь Іванович (* 7 квітня 1945, Адріанопіль Перевальського району Луганської області) — український письменник. Член Національної спілки письменників України, АУП. Автор багатьох поетичних збірок, лауреат Національної премії України імені Тараса Шевченка, премій імені Василя Симоненка та Миколи Трублаїні.
- Солов'яненко Анатолій Борисович (* 25 вересня 1932, Сталіно — †29 липня 1999, Козин) — Герой України (2008, посмертно), всесвітньо відомий український співак (лірико-драматичний тенор) та громадський діяч.